# 香川県立農業経営高等学校
香川県立農業経営高等学校（かがわけんりつ のうぎょうけいえいこうとうがっこう）は、香川県綾歌郡綾川町北に所在する公立の農業高等学校。通称は「農経」（のうけい）。
1915年に綾川町山田上の水田が、大正天皇の大嘗祭の主基斎田に勅定されたことを記念して開校した。現在でも毎年6月に主基斎田跡地にて当校の女子生徒が早乙女となり田植えを行う、主基斎田お田植まつりが行われている。
入学したその日から拓心寮での1年間の寮生活が行われる。一学期に一度は抜き打ちでの持ち物検査があり不要物品等は没収され、寮奉仕、停学、訓告、のいずれかの処分がある。
農業実習の授業があり一年次は週に四時間、二年次は二時間、三年次は週に八時間行う。

## 沿革
- 1915年（大正4年） - 綾歌郡立主基農林学校として開校
- 1922年（大正11年） - 県立に移管し、香川県立主基農業学校と改称
- 1948年（昭和23年） - 学制改革により、香川県立主基高等学校と改称
- 1968年（昭和43年） - 香川県立農業経営高等学校と改称

## 設置学科
- 農業生産科
  - 作物専攻
  - 野菜専攻
  - 果樹専攻
- 環境園芸科
  - 草花専攻
  - 環境技術専攻
  - 環境システム専攻
- 動物科学科
  - 養牛専攻
  - 養豚専攻
  - 養鶏専攻
- 食農科学科
  - 作物利用専攻
  - 園芸利用専攻
  - 畜産利用専攻

香川県の高等学校で唯一、全学科をひとまとめにして募集が行われている（くくり募集）。

## 課外活動
- 主基農経祭春祭り
- 主基農経祭秋祭り
- 収穫感謝祭
- 主基杯馬術大会
- 先端農業実地研修

### 部活動

#### 運動部
- 陸上部
- 柔道部
- 弓道部

- 剣道部
- 卓球部
- サッカー部
- バレーボール部
- 自転車部
- なぎなた部
- バドミントン部
- 馬術部 - 全日本高等学校馬術競技大会　第22回大会優勝
- 相撲部
- 野球部（軟式） - 香川県大会優勝、四国大会準優勝経験あり

#### 文化部
- 文芸部
- 茶華道部
- 写真部
- 放送部
- 書道部
- 拓心太鼓部
- 吹奏楽部

## 著名な出身者
- 綾川志剛